# Роусинов
Роусинов (чеш. Rousínov) град је у Чешкој Републици. Град се налази у управној јединици Јужноморавски крај, у оквиру којег припада округу Вишков.

## Становништво
Према подацима о броју становника из 2014. године град је имао 5.576 становника.

## Партнерски градови
- Халастелек
- Дервио
- Подбранч